# Subirats
Subirats – gmina w Hiszpanii, w prowincji Barcelona, w Katalonii, o powierzchni 55,91 km². W 2011 roku gmina liczyła 3076 mieszkańców. Jest to słabo zaludniony obszar produkcji wina.